# カス郡 (ミシガン州)
カス郡（英: Cass County）は、アメリカ合衆国ミシガン州ロウアー半島の南西部に位置する郡である。2010年国勢調査での人口は52,293人であり、2000年の51,104人から2.3%増加した。郡庁所在地はカソポリス村（人口1,774人）であり、同郡で人口最大の都市はダワジャック市（人口5,879人）である。
カス郡はインディアナ州に跨るサウスベンド・ミシャワカ大都市圏に属しており、都市圏人口は316,663人である。さらに大きな「ミシアナ」（ミシガン州とインディアナ州を合わせた造語）に属するとも見なされている。郡内には多くの湖があり、釣りやボート遊びに親しまれている。

## 歴史
カス郡は1829年に設立された。郡名は当時ミシガン準州知事を務めていたルイス・カスに因んで名付けられた。カスは後にアンドリュー・ジャクソン大統領の政権でアメリカ合衆国陸軍長官を務めた。ミシガン州の郡にはジャクソン内閣の閣僚の名前を付けたものが多く、カス郡もその「内閣郡」の1つである。
カス郡はミシガンの近くの地域と比べて森林がそれほど深くなく、肥沃なプレーリーがあったので、初期開拓時に急速に人口が増加した。1830年時点で既にセントジョセフ川の支流であるダワジャック・クリーク沿いにけば立て機工場の操業が始まっていた。ソーク・トレイル（シカゴ道路）が郡南部を通っていたが、初期開拓者は東ミシガンから来たわけではなかった。その代わりにオハイオ州やインディアナ州の民がプレーリーの土地があることを聞きつけ、フォートウェインからシカゴ道路の支道を通ってミシガン準州に入ってきた。
初期開拓者の中で著名な者達はボールドウィン・ジェンキンスとアジール・パットナムであり、オハイオ州から隣接するバーリン郡のキャリー伝導所を経て入ってきていた。ジェンキンスはペンシルベニア州グリーン郡のフォートジェンキンスで生まれ、テネシー州に移住したが、奴隷制度を嫌ってそこを離れてきていた。パットナムはマサチューセッツ州とニューヨーク州に住んでいたが、オハイオ州エリー郡からフォートウェインを経て入ってきていた。これら開拓者とその家族は、1825年にポカゴン・プレーリーにポカゴン村の中核部を設立した。翌年ベアズレーのプレーリーにも開拓地ができ、1831年にエドワーズバーグの村ができた。
カソポリスの村は郡の中央に位置していたので、郡庁所在地になることを目指して1831年に設立されたが、まだ開拓者は住まなかった。

### 黒人開拓者
1840年以降、郡内の白人が人種差別法を忌避していたこと、これを強く支持するクエーカー教徒が多かったこと、さらに安い土地ねに惹き付けられ、黒人の人口が急増した。自由黒人や逃亡奴隷にとってカス郡は安息の地だった。その幸運が南部の奴隷所有者の注目を浴びることになった。1847年と1849年、北ケンタッキーのバーボン郡とブーン郡の農園所有者が、逃亡奴隷を捕まえるためにカス郡への襲撃を行なった。彼等は、その行動に抵抗するために「棍棒、大鎌など農具で武装した怒れる農夫集団に取り囲まれる」ことになった。
この襲撃は目的を果たさなかったが、1850年の逃亡奴隷法を成立させることになる南部の要求を強めた。それが南北戦争に突き進む原因の1つとなった。
カス郡はその住民が早期に反奴隷制度を強く打ち出していたことで有名になった。1829年にペンシルベニア州から来たクエーカー教徒がペン郡区に開拓地を作り、そこが地下鉄道活動の著名な「駅」になった。地下鉄道の1ルートは、ナイルズからカソポリス、スクールクラフト、クライマックス、バトルクリークを通り、そこからは昔の準州道路に沿っていた。

### 史跡
2009年12月時点で郡内には下記26か所に史跡がある
| 史跡名称                                   | 所在地               | 登録日     | 歴史銘板   |
| ------------------------------------------ | -------------------- | ---------- | ---------- |
| カス郡庁舎                                 | カソポリス           | 12/14/1976 | 08/17/1977 |
| フリーメイソン寺院                         | カソポリス           | 07/23/1985 | なし       |
| センテニアルホール・ビル                   | マーセラス           | 03/19/1980 | なし       |
| チェーン湖バプテスト教会墓地               | カルビン郡区         | 12/05/1986 | 04/07/1992 |
| 第一メソジスト・エピスコパル教会           | ダワジャック         | 07/18/1996 | 10/12/1999 |
| ポカゴンの第一メソジスト・エピスコパル教会 | ポカゴン郡区         | 04/01/2002 | なし       |
| ダワジャックの第一ユニバーサリスト教会     | ダワジャック         | 05/30/1984 | 09/08/1982 |
| ジャリアス・ヒッチコック邸                 | ユニオン             | 12/10/1971 | なし       |
| インディアン湖墓地                         | シルバークリーク郡区 | 03/15/1990 | なし       |
| キャロル・シャーマン・ジョーンズ邸         | マーセラス           | 03/15/1990 | なし       |
| ジョージ・ワシントン・ジョーンズ邸         | マーセラス           | 12/09/1994 | 01/17/1986 |
| ジョセフ・ウェブスター・リー邸             | オントワ郡区         | 03/19/1987 | N/A        |
| メイソン第5地区校舎                        | メイソン郡区         | 06/10/1980 | 10/06/1981 |
| メソジスト・エピスコパル教会               | ダワジャック         | 01/20/2000 | 02/02/2000 |
| ミシガン・セントラル鉄道ダワジャック駅     | ダワジャック         | なし       | なし       |
| ジョージ・ニュートン邸                     | ボリニア郡区         | 11/14/1974 | 10/07/1977 |
| ポーズコーナーズ                           | ニューバーグ郡区     | 03/21/1991 | 06/25/1991 |
| エドワーズバーグの長老派教会               | エドワーズバーグ     | 04/20/2000 | 06/09/2000 |
| シルバドア・T・リード邸                    | カソポリス           | 06/10/1980 | なし       |
| 聖心マリア・カトリック教会                 | シルバークリーク郡区 | 01/16/1976 | 07/19/1977 |
| スミスの礼拝堂と墓地                       | ミルトン郡区         | 04/24/1979 | 04/07/1981 |
| サマービル墓地                             | ナイルズ             | 01/20/2000 | なし       |
| サマービル・マウンズ                       | ダワジャック         | 01/20/2000 | 2000       |
| トンプソン道路/エアーライン鉄道橋          | ハワード郡区         | なし       | なし       |
| 地下鉄道情報表示                           | バンダリア           | 01/19/1957 | 04/12/1957 |
| ウェイン郡区教育学区第7校舎                | ウェイン郡区         | 04/19/1990 | なし       |

## 地理
アメリカ合衆国国勢調査局に拠れば、郡域全面積は508.46平方マイル (1,316.9 km2)であり、このうち陸地492.18平方マイル (1,274.7 km2)、水域は16.29平方マイル (42.2 km2)で水域率は3.20%である。

### 主要高規格道路
- アメリカ国道12号線
- ミシガン州道40号線
- ミシガン州道51号線
- ミシガン州道60号線
- ミシガン州道60号線産業道路
- ミシガン州道62号線
- ミシガン州道152号線
- ミシガン州道216号線
- ミシガン州道217号線

### 隣接する郡
- ヴァンビューレン郡 - 北
- セントジョセフ郡 - 東
- バーリン郡 - 西
- エルクハート郡 (インディアナ州) - 南東
- セントジョセフ郡 (インディアナ州) - 南西

## 人口動態
以下は2000年国勢調査による人口統計データである。
| 基礎データ - 人口: 51,104人 - 世帯数: 19,676 世帯 - 家族数: 14,304 家族 - 人口密度: 40人/km2（104人/mi2） - 住居数: 23,884軒 - 住居密度: 19軒/km2（48軒/mi2） 人種別人口構成 - 白人: 89.19% - アフリカン・アメリカン: 6.12% - ネイティブ・アメリカン: 0.82% - アジア人: 0.54% - 太平洋諸島系: 0.01% - その他の人種: 1.17% - 混血: 2.15% - ヒスパニック・ラテン系: 2.41% 先祖による構成 - ドイツ系：26.6% - アメリカ人：11.1% - アイルランド系：10.3% - イギリス系：10.1% - ポーランド系：5.0% 言語による構成 - 英語：96.4% - スペイン語：2.0% | 年齢別人口構成 - 18歳未満: 25.5% - 18-24歳: 7.4% - 25-44歳: 27.6% - 45-64歳: 26.0% - 65歳以上: 13.6% - 年齢の中央値: 38歳 - 性比（女性100人あたり男性の人口） - 総人口: 99.9 - 18歳以上: 97.4 世帯と家族（対世帯数） - 18歳未満の子供がいる: 31.0% - 結婚・同居している夫婦: 58.2% - 未婚・離婚・死別女性が世帯主: 9.9% - 非家族世帯: 27.3% - 単身世帯: 22.6% - 65歳以上の老人1人暮らし: 9.4% - 平均構成人数 - 世帯: 2.56人 - 家族: 2.98人 収入と家計 - 収入の中央値 - 世帯: 41,264米ドル - 家族: 46,901米ドル - 性別 - 男性: 35,546米ドル - 女性: 24,526米ドル - 人口1人あたり収入: 19,474米ドル - 貧困線以下 - 対人口: 9.9% - 対家族数: 6.8% - 18歳未満: 13.6% - 65歳以上: 8.8% |

## 郡政府
郡政府は郡監獄の運営、地方道の維持、地方裁判所の運営、権利譲渡と抵当権設定記録など重要記録の維持、公衆衛生規制の管理、福祉など社会サービスの項目で州の施策への参加を行う。郡政委員会は予算を管理するが、法や条例を作るのは限定付き権限である。ミシガン州では、警察と消防、建設と区画割、税評価、街路維持など地方政府の大半機能は個々の都市と郡区の責任である。

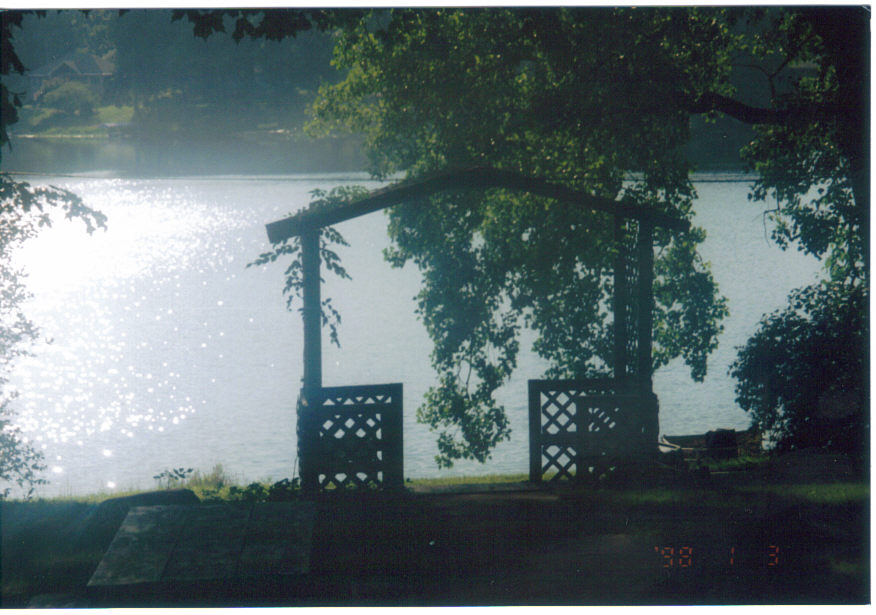
ジョーンズのドリクセル湖

## 郡区
カス郡は下記15の郡区に分割されている。

| - カルビン - ハワード - ジェファーソン - ラグレンジ - マーセラス | - メイソン - ミルトン - ニューバーグ - オントワ - ペン | - ポカゴン - ポーター - シルバークリーク - ボリニア - ウェイン |

## 都市と町
| 都市 - ダワジャック 村 - カソポリス - 郡庁所在地 - エドワーズバーグ - マーセラス - バンダリア | 未編入の町 - アダムズビル - グレンウッド - ジョーンズ - ラグレンジ - ペン - ポカゴン - サムナービル - ユニオン - ウォキリー |

## 教育

### 高等教育
カス郡にはサウスウェスタン・ミシガン・カレッジがある。これは公立2年制大学であり、ミシガン州コミュニティ・カレッジ・システムに属している。郡内で最大の雇用主でもある。

### 図書館
カス郡には郡内で運営される幾つかの図書館システムがある。カス地区図書館が最大であり、4都市に支所がある。カルビン、ハワード、ジェファーソン、ラグレンジ、メイソン、ミルトン、ニューバーグ、オントワ、ペン、ポカゴン、ポーター、ボリニア各郡区を対象にしている。
ダワジャック地区図書館はダワジャック市が対象だが、カス地区図書館と共同して資金節減のために合併を検討している。マーセラス郡区も独自の図書館を運営しており、マーセラス村と郡区の住民が対象である。
サウスウェスタン・ミシガン・カレッジはダワジャックにあるキャンパスでフレッド・マシューズ図書館を運営している。